# Hypoxis sobolifera
Hypoxis sobolifera là một loài thực vật có hoa trong họ Hypoxidaceae. Loài này được Jacq. mô tả khoa học đầu tiên năm 1797.